# Croton turnerifolius
Croton turnerifolius är en törelväxtart som beskrevs av Spencer Le Marchant Moore. Croton turnerifolius ingår i släktet Croton och familjen törelväxter. Inga underarter finns listade i Catalogue of Life.